# Garde particulier
 (décembre 2011).
 (septembre 2009).
En France, un garde particulier est un agent chargé de certaines fonctions de police judiciaire.

## Historique
Les deux textes fondateurs sont le décret 20 messidor an III (8 juillet 1795) et le code des délits et des peines du 3 brumaire an 4 (25 octobre 1795). Le décret prévoit que "Tout propriétaire aura le droit d'avoir pour ses domaines un garde champêtre ; il sera tenu de le faire agréer par le conseil général de la commune, et confirmer par le district : ce droit ne pourra l'exempter néanmoins de contribuer au traitement du garde de la commune".
L'article 40 de la loi du code des délits et des peines reprend dans son article 40 cette possibilité et l'article suivant précise que "Les gardes champêtres et les gardes forestiers, considérés comme officiers de police judiciaire, sont chargés, de rechercher respectivement tous les délits qui portent atteinte aux propriétés rurales et forestières". Ce texte ne fait que reprendre une pratique existante depuis longtemps.
La réglementation en vigueur en 2020 résulte d'un décret (modifié depuis) du 30 août 2006. 
En 1900 un garde-chasse bien payé gagne 700 frs/an plus 50 frs par PV. Logé, habillé, vêtu de son uniforme, avec droit au gibier. À cette date, il y a 50.000 gardes particuliers en France. Mais seulement 11 % gagnent de 300 à 500 frs/ an. Leur nombre avait doublé en 20 ans. Vers 1870 tel seigneur de Chatillon les Bordes passe de 1500 à 4000 frs le prix de la location de chasse de leur bois de La Borde, on comprend mieux la multiplication du nombre de gardes, qui représente, vers 1870, 35 % des forces de l’ordre (policiers, gardes champêtres et gendarmes) Les piqueurs tiennent des carnets de chasses qui recensent leur activité. Ils portent une plaque sur la poitrine portant "LA LOI" et parfois le nom et le blason du propriétaire

## Statut du garde particulier
Le garde particulier relève du droit privé et contractuel. Il est recruté par une personne physique ou morale nommée commettant, salarié ou bénévole. Bien que placé sous l’autorité de son commettant, le garde particulier est également  sous l’autorité du Procureur de la République. 
Il est agréé par le préfet du département, et ne peut entrer en fonction qu’après avoir prêté serment devant le juge d’instance dont dépendent les biens dont il a la garde. Le garde particulier constate, sans juger, l'infraction soit par rapport d’infraction, soit par procès-verbal.  Ses procès-verbaux font foi jusqu'à preuve du contraire.
Article 29-1 du code de procédure pénale

« Les gardes particuliers mentionnés à l'article 29 sont commissionnés par le propriétaire ou tout autre titulaire de droits sur la propriété qu'ils sont chargés de surveiller. Ils doivent être agréés par le préfet du département dans lequel se situe la propriété désignée dans la commission. »

Article 29 du code de procédure pénale« Les gardes particuliers assermentés constatent par procès-verbaux tous délits et contraventions portant atteinte aux propriétés dont ils ont la garde. »
Modifié par LOI n°2016-1087 du 8 août 2016 - art. 133 Les gardes particuliers assermentés constatent par procès-verbaux tous délits et contraventions portant atteinte aux propriétés dont ils ont la garde. Les procès-verbaux sont remis ou envoyés par lettre recommandée directement au procureur de la République. Cet envoi doit avoir lieu, à peine de nullité, dans les cinq jours suivant celui de la constatation du fait, objet de leur procès-verbal.

### Ne peuvent être gardes particuliers
1. Les personnes dont le comportement est incompatible avec l'exercice de ces fonctions, en particulier si elles ne remplissent pas les conditions de moralité et d'honorabilité requises, au vu notamment des mentions portées au bulletin no 2 de leur casier judiciaire ou dans les traitements automatisés de données personnelles mentionnés à l'article 21 de la loi no 2003-239 du 18 mars 2003 pour la sécurité intérieure ;
2. Les personnes qui ne remplissent pas les conditions d'aptitude technique, fixées par décret en Conseil d'État, qui sont exigées pour l'exercice de leurs fonctions ;
3. Les agents mentionnés aux articles 15 (1° et 2°) et 22 ;
4. Les personnes membres du conseil d'administration de l'association qui les commissionne, ainsi que les propriétaires ou titulaires de droits réels sur les propriétés gardées.

Les maires ne peuvent pas être garde particulier ni leurs adjoints.
Les conditions d'agrément sont déterminées par les articles R15-33-24 à R15-33-29-2. Il s’agit ainsi d’une exception au principe de l’exercice direct des missions de police par l’autorité publique.
Le propriétaire d'un terrain ne peut pas être son propre garde.

## Spécialisations
Toute personne qui souhaite faire garder ses biens ou ses droits, peut faire agréer un garde particulier selon ses besoins. Il existe plusieurs spécialisations :
- Garde Particulier non spécialisé : il peut constater,  tous délits et contraventions portant atteintes aux propriétés et biens dont il a la garde, en résumé les dégradations, les vols, toutes atteintes aux biens.
- Garde Particulier généraliste exerçant toutes les missions correspondant aux cinq modules (conformément à la circulaire du 09/01/2007)
- Garde particulier d'une propriété privée comprenant les droits de la propriété et de pêche en eau douce [réf. souhaitée]
- Garde particulier d'une propriété privée comprenant les droits de la propriété et de chasse [réf. souhaitée]
- Garde particulier d'une propriété privée comprenant les droits de la propriété, de chasse et de la pêche en eau douce [réf. souhaitée]
- Garde chasse particulier [réf. souhaitée]
- Garde pêche particulier [réf. souhaitée]
- Garde particulier des bois et forêts (voir article "Garde Forestier" le mentionnant dans les différentes catégories)
- Garde particulier du domaine public routier
- Garde particulier du Littoral
- Garde Particulier des Espaces Naturels Sensibles
- Garde d'estuaires surveillant les élevages d'huitres (Calvados).

Tout propriétaire physique ou moral, peut recruter des gardes particuliers en fonction de ses droits d'usages qu'il détient. Par exemple, une association de propriétaires ruraux ou forestiers, de chasse, de pêche et toutes collectivités peuvent bénéficier de ces agents assermentés de proximité au titre de la police rurale.

## Compétences
La compétence des gardes particuliers concerne toute contravention ou délit portant atteinte à la conservation de la propriété de son titulaire (notamment les dispositions du code pénal concernant les atteintes aux biens). D’autres compétences plus particulières figurent dans d’autres textes, et peuvent être exercées en fonction de la nature des droits du commettant :
- Le code de l'environnement : prévoit que des garde-chasses particuliers et gardes-pêche particuliers peuvent constater les infractions à l’exercice de la chasse ou pêche commises au préjudice des détenteurs de droit de chasse ou de pêche.
- Le code forestier : prévoit que les propriétaires des bois et forêts ne relevant pas du régime forestier peuvent recourir à des gardes des bois et forêts particuliers pour la conservation de leur domaine. Souvent cette profession est exercée en complément de celle de piqueurs de chasse

« Les gardes particuliers sont agréés par le préfet du lieu du territoire à garder, puis prêtent serment près le tribunal d'instance de ressort du territoire à garder. Ils ont compétence pour dresser des procès verbaux sur leurs domaines de compétences. Dans l'exercice de ses fonctions, le garde particulier est tenu de détenir en permanence sa carte ou sa décision d'agrément et de la présenter à toute personne qui en fait la demande. »

 (Art. R. 15-33-29-1 du code de procédure pénale.)

« Il doit également faire figurer de manière visible sur ses vêtements la mention, selon la mission confiée, de « garde particulier » ou « garde-chasse particulier » ou « garde-pêche particulier » ou « garde des bois particulier », à l'exclusion de toute autre. »

 (Art. R. 15-33-29-1 du code de procédure pénale.)

« Les gardes particuliers ne peuvent porter aucune arme, à l'exception de celles nécessaires à la destruction des animaux nuisibles dans les conditions prévues à l'article R. 427‑21 du code de l'environnement. »

 (Art. R15-33-29-1 du code de procédure pénale.)

## Formation
« La formation nécessaire pour remplir les conditions d’aptitude technique exigées pour exercer les fonctions de garde particulier est organisée en modules qui correspondent aux différents domaines d’intervention des gardes particuliers. »

 (Art. 2 de l'arrêté interministériel du 30 août 2006.)
Tout garde particulier doit avoir obtenu le certificat de suivi du module 1 (Notions juridiques de base et droits et devoirs du garde particulier).
En outre, en fonction des missions pour lesquelles il est commissionné, le garde particulier doit avoir obtenu l’un des certificats de suivi des modules suivants :
- Police Judiciaire : module 1 ;
- police de la chasse : module 2 ;
- police de la pêche en eau douce : module 3 ;
- police forestière : module 4 ;
- police à la conservation du domaine public routier : module 5.

## Sources
- Code de procédure pénale.
- Code de la voirie routière.
- Code de l'environnement.
- Code forestier.
- Décret no 2006-1100 du 30 août 2006 relatif aux gardes particuliers assermentés, complétant le code de procédure pénale et modifiant le code de l'environnement et le code forestier.
- Arrêté interministériel du 30 août 2006 relatif à la formation des gardes particuliers et à la carte d’agrément.
- Circulaire interministérielle du 9 janvier 2007 relative à l’agrément des gardes particuliers. (NOR : DEVG0700003C.)
  - Uniformes : http://lagarderiedefrance.fr.   et selon l'appartenance associative Nationale ( tenue enregistrée Nationale  CNGPPE)